# Елин, Голда
Голда Елин (ивр. גולדה ילין‎ англ. Golda Yellin; 1920, Херсон, УССР — 25 ноября 2000, Петах-Тиква, Израиль) — израильская общественная деятельница, защитница сионистских идеалов, бескомпромиссный борец за освобождение узников Сиона и свободную репатриацию евреев из СССР. Руководительница общества «Маоз» с 1968 по 2000 год.

## Биография
Голда Елин родилась в 1920 году в Херсоне в еврейской семье, где взрослые говорили на идиш и на русском языке, а дети — только на русском. Отец Голды часто рассказывал о еврейской стране Палестине, и это слово стало святым для всей семьи. Чтобы репатриироваться в Палестину (Эрец-Исраэль) она в 1946 году заключила фиктивный брак и уехала вместе с родителями в Польшу, затем в Германию и, наконец, в конце 1948 года ей удалось попасть в Израиль, где семья поселилась в Петах-Тикве.
В начале 1959 года Голда Елин познакомилась с руководителями общества «Маоз», созданного за несколько месяцев до этого, и стала активной участницей этой организации. Основал общество Шабтай Бейт-Цви, который руководил им до 1968 года. Целью «Маоза» было привлечь общественное мнение к судьбе евреев СССР и оказать давление на израильские власти, чтобы те отказались от политики «тихой дипломатии» по отношению к социалистической сверхдержаве. Согласно «Маозу», тихая дипломатия в вопросах репатриации евреев означала бездействие и замалчивание истинного положения евреев в Советском Союзе. Небольшая группа членов «Маоза» — это первая общественная организация Израиля, начавшая борьбу за алию евреев из СССР, организация — на много лет опередившая всех борцов за свободную алию.

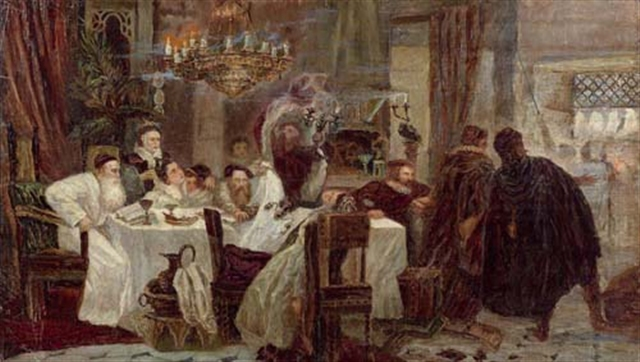
Моисей Маймон «Марраны», 1893

По инициативе Голды Елин, накануне каждого праздника Песах «Маоз» рассылал плакат «Кес Ал-Доми» (Стул «Не молчи») и предлагал оставлять во время пасхального седера свободный стул в знак солидарности с евреями СССР (позднее с евреями всех стран преследования). Плакат использовал картину «Марраны» художника Моисея Маймона и сопровождался надписью «Отпусти народ мой!» на разных языках. Кампания «Кес Ал-Доми» впервые началась в 1964 году, в последующие годы общество «Маоз» отпечатало и разослало десятки тысяч экземпляров этого плаката.
В 1965 году «Маоз» подал в Кнессет петицию в поддержку советских евреев. Петицию подписало сто тысяч человек. В 1966 Голду Елин и других активистов «Маоза» арестовали за раздачу листовок на территории клуба «Кфар Ха-Маккабим», где состоялось выступление московского цирка. В листовках рассказывалось о положении евреев в СССР.
В 1968 году Шабтай Бейт-Цви руководитель общества «Маоз» решил посвятить всё своё время исследованию вопросов сионизма и вышел из «Маоза». В этом же году Голда Елин возглавила общество «Маоз» и руководила его деятельностью до последних дней своей жизни.. Все эти годы, как сказала Элеонора Шифрин, «Маоз — это Голда».

По заказу Голды художник-репатриант Иосиф Кузьковский нарисовал картину, которая иллюстрировала лозунг «Отпусти народ мой!». На картине изображено заграждение в форме серпа и молота из колючей проволоки и за ним еврей, держащий на руках ребёнка. Несмотря на то, что картина была заказана Голдой, по указке чиновников, проводивших в жизнь политику «тихой дипломатии», картина не была передана «Маозу». Тем не менее, именно это изображение стало эмблемой «Маоза» и распространялось им как плакат, на обратной стороне которого публиковались имена узников Сиона.
Бескомпромиссная борьба за свободную репатриацию евреев из СССР, начатая членами «Маоза» в 1959 году, велась также Джейкобом Бирнбаумом и рабби Меиром Кахане в США и отдельными сионистами в самом СССР, где подобная деятельность преследовалась властями. Важной вехой в борьбе советских евреев за право на репатриацию стало «самолётное дело» 1970 года. В Израиле в поддержку участников «самолётного дела» выступил Авраам Шифрин, объявивший голодовку у Стены плача во время начала судебного процесса над «самолётчиками», и Голда Елин, распространявшая фотографии и материалы об узниках Сиона у Стены плача в Иерусалиме и в других местах. О голодовке у Стены плача сообщила радиостанция «Голос Америки», после чего о ней также сообщили израильское радио и телевидение, при этом политика «тихой дипломатии» получила самый сильный удар за всю свою историю.
До падения «железного занавеса» в 1989-91 годах Голда Елин публиковала и распространяла информационные листы об узниках Сиона и отказниках в СССР; собирала подписи под петициями с требованием оказать помощь советским евреям; принимала участие в организации голодовок и сама участвовала в них. Голодовки проводились в мае 1972, феврале 1974, ноябре 1975 года, демонстрации продолжались до тех пор, пока последние отказники покинули Россию. В помещении «Маоза» Голда проводила семинары, посвященные вопросам алии и абсорбции, истории еврейского народа и еврейской традиции, истории и идеологии сионизма, творчеству Юлия Марголина и Аббы Ахимеира.
В рамках «Маоза» Голда Елин опубликовала десятки книг и брошюр, которые она собственноручно печатала, размножала и распространяла, называя это «самиздатом в Израиле». В то время как другие издатели, как правило, уклонялись от публикации подобных материалов по идеологическим и другим соображениям, Голда полагала, что публикация необходима с сионистской точки зрения. Ефим Майданик отмечает, что с 1968 года по 1998 год «Маозом» было выпущено 64 книги и брошюры на русском языке и 80 на иврите. Среди авторов этих книг и брошюр — Авраам Шифрин, Юлий Марголин, Абба Ахимеир, проф. Бенцион Тавгер, рабби Меир Кахане, Джоан Питерс и многие другие.

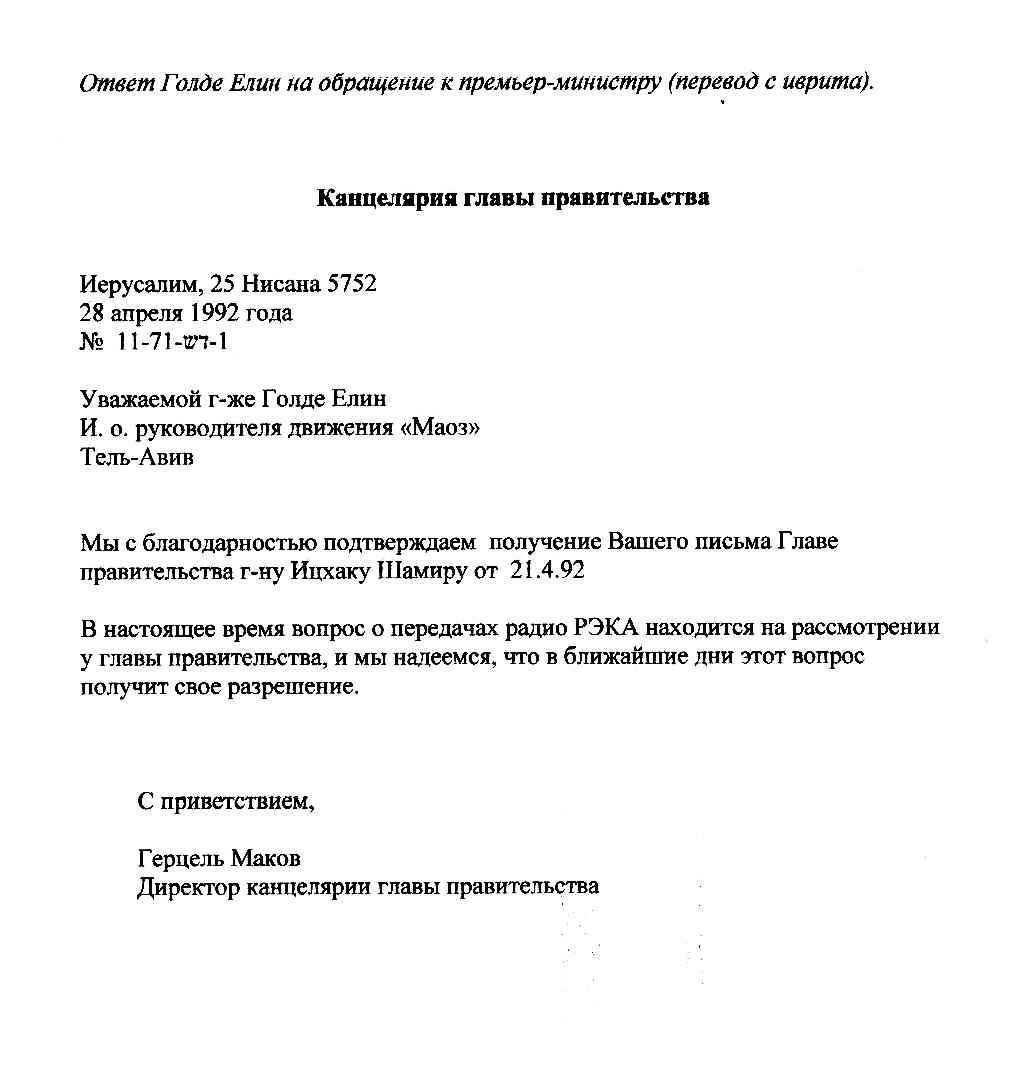
Ответ Голде Елин на её обращение к премьер-министру Израиля относительно радио РЭКА (перевод с иврита)

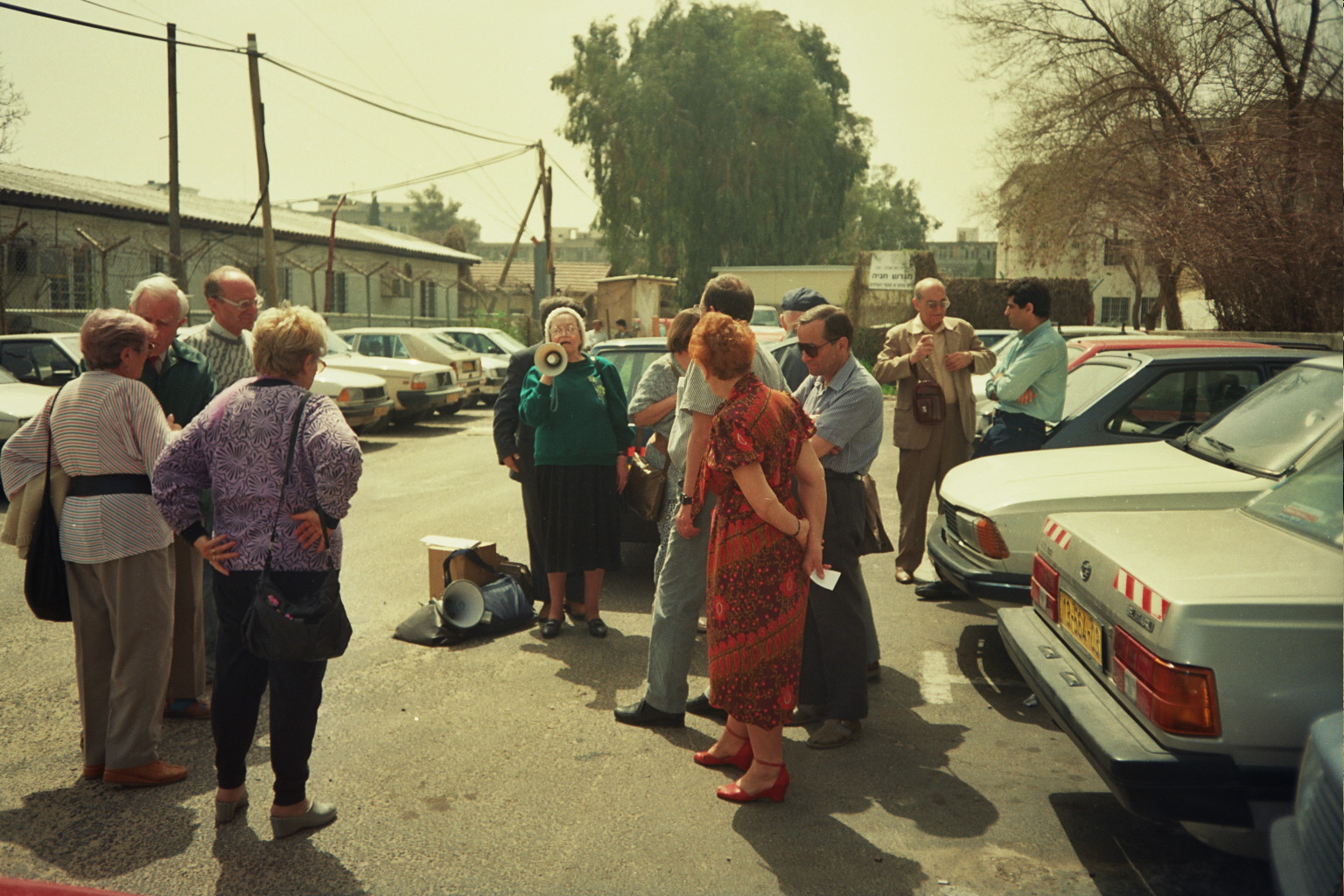
Голда Елин на демонстрации в поддержку радио РЕКА

Довольно сложные отношения сложились у Голды Елин с израильскими СМИ. В апреле 1983 года она опубликовала в газете «Наша страна» обращение к министру просвещения с требованием возобновить передачи радиостанции «Голос Израиля» на русском языке для евреев СССР. В июле того же года она организовала демонстрацию протеста против «тенденциозности и отсутствия профессионализма» на израильском радио и телевидении. После этой демонстрации освещение израильскими СМИ деятельности Голды и «Маоза» в значительной степени сократилось, и Голде пришлось чаще прибегать к публикации платных объявлений. Тем не менее, когда в марте 1992 года над радиостанцией РЭКА нависла угроза закрытия передач на русском языке для новых репатриантов, Голда Елин составила петицию в поддержку радиостанции, обратилась с письмом к премьер-министру государства и организовала демонстрацию против прекращения передач. Радиостанция РЭКА продолжила свои трансляции на русском языке, однако её двери оставались закрытыми для Голды и для «Маоза».
Важным направлением в деятельности Голды Елин была защита сионистских идеалов. В августе 1982 года она внесла законопроект о защите сионизма. Проект был представлен главе правительства, министрам, депутатам Кнессета, общественным деятелям, а также СМИ на пресс-конференции в Доме журналистов в Тель-Авиве. Политики отклонили этот проект, как и законопроект, поданный Голдой в 1988 году, на том основании, что сионизм не нуждается в защите.
 
В 1987 году «Маоз» был заново зарегистрирован (в соответствии с новым законом ) и получил название «Маоз — сионистское национальное движение». Цели движения были расширены и включали борьбу против фальсификации сионизма. Теперь, после падения «железного занавеса», Голда могла посвятить больше времени проблемам сионизма. Именно в этот период,  в сентябре 1998 года, она подала правительству «Меморандум о восстановлении чести и доброго имени Сионизма».
Голда Елин умерла 25 ноября 2000 года и похоронена в Петах-Тикве. У неё остался сын, который живёт со своей семьёй в Израиле.
После смерти Голды Елин её архив и материалы движения «Маоз» были помещены в Центральном сионистском архиве в Иерусалиме. На одном из вечеров памяти, посвящённых Голде, председатель Общества узников Сиона Яаков Сусленский сказал: «В наше время говорят о постсионизме, об эгоизме, забывают о солидарности и добре. Голда жила сионизмом и любовью к людям. Она — постоянное обращение к нашей совести».